# Stolperstein in Kelkheim (Taunus)
Der Artikel Stolperstein in Kelkheim (Taunus) enthält den Stolperstein, der im Rahmen des Kunst-Projekts Stolpersteine von Gunter Demnig in Kelkheim verlegt wurde. Mit ihm soll an die Opfer des Nationalsozialismus erinnert werden, die in Kelkheim lebten und wirkten.
Die bisher einzige Verlegung fand am 4. September 2021 statt.
| Name          | Adresse              | Bild | Inschrift | Verlegedatum | Biografie und Anmerkungen |
| ------------- | -------------------- | --- | --- | ------------ | ------------------------- |
| Theodor Brühl | Liederbachstraße 6 · | Bild gesucht Der Benutzer GeorgDerReisende ( Diskussion ) wünscht sich an dieser Stelle ein Bild vom Ort mit diesen Koordinaten 50.140226 8.451386 . Motiv: Liederbachstraße 6: Stolperstein für Theodor Brühl, die Lage und das Haus Falls du dabei helfen möchtest, erklärt die Anleitung , wie das geht. BW | Hier wohnte Theodor Brühl Jg. 1879 im Widerstand/SPD 'Schutzhaft' 22.10.1935 Polizeigefängnis Frankfurt Aktenvermerk: Selbstmord 28.10.1935 Umstände nie geklärt | 4. Sep. 2021 |                           |